# SchoolForge
SchoolForge é uma aliança de grupos de desenvolvimento de software de código aberto, conselhos escolares, grupos consultivos de currículo e outras organizações com a intenção de ampliar o uso do software livre, do software de código aberto e do conteúdo aberto em sistemas educacionais, em todo o mundo. O nome foi inspirado pela maneira SourceForge de atuação comunitária, com uma inclinação focada em direção a "liberar o poder do Software Livre" em sistemas escolares.

## Propósito do Schoolforge
A missão do Schoolforge é "unificar organizações independentes que advogam, usam e desenvolvem recursos abertos para a educação. O Schoolforge se propõe a capacitar as organizações membro a tornar os recursos educacionais abertos mais eficazes, eficientes e onipresentes ao melhorar a comunicação, compartilhar recursos e aumentar a transparência do desenvolvimento. Os membros do Schoolforge advogam o uso de softwares livre e de código aberto, textos e aulas abertas e currículos abertos para o avanço da educação e o aperfeiçoamento da humanidade."